# Miss Arizona (film 1919)
Miss Arizona è un film muto del 1919 diretto da Otis Thayer.

## Trama
Miss Arizona Farnley, un maschiaccio del West, vendica la morte del padre, ucciso da Bob Evans durante una rissa da bar al The Oasis.

## Produzione
Il film fu prodotto dall'Art-O-Graf Company. Venne girato in Colorado, a Englewood.

## Distribuzione
Distribuito dall'Arrow Film Corporation, il film uscì nelle sale cinematografiche USA nel marzo 1919.
Del film resta una trama incompleta che menziona delle scene di cavalcate, razzie e una lotta su una scogliera.